# Albin Ackermann

Albin Ackermann

Albin Ackermann, ab 1852 auch Albin Ackermann-Teubner, (* 14. Februar 1826 in Elsterberg; † 23. März 1903 in Leipzig) war ein deutscher Verleger und Buchhändler in Leipzig.

## Leben
Ackermanns Vater war der königlich sächsische Appellationsrat Gustav Adolph Ackermann, sein älterer Bruder der Sächsische Landtagspräsident Karl Gustav Ackermann. Er trat 1850 in den Leipziger B. G. Teubner Verlag und übernahm zunächst die Geschäftsführung der Dresdner Filiale. Später wurde er Teilhaber. 1852 heiratete er Anna Teubner, eine Tochter von Benedictus Gotthelf Teubner, und nannte sich danach zeitweilig auch Ackermann-Teubner. Er kam nach dem Tod seines Schwiegervaters 1856 nach Leipzig zurück und übernahm mit seinem Schwager das Unternehmen. Er gehörte neben Eduard Brockhaus zu den führenden Persönlichkeiten des Leipziger Buchdruckgewerbes und wurde am 16. August 1869 zum ersten Vorsitzenden des neu gegründeten Arbeitgeberverbandes Deutscher Buchdruckerverein gewählt. Albin Ackermann war außerdem als Stadtverordneter in Leipzig kommunalpolitisch aktiv. 1869–1870 ließ er in Leipzig die nach ihm benannte Villa Ackermann erbauen. 1881 erwarb er das Schloss Gundorf bei Leipzig, zu dem eine von Peter Joseph Lenné gestaltete Parkanlage zählte.
Albin Ackermann wurde im Ackermannschen Erbbegräbnis in der VII. Abteilung des Neuen Johannisfriedhofs beerdigt.

## Literatur

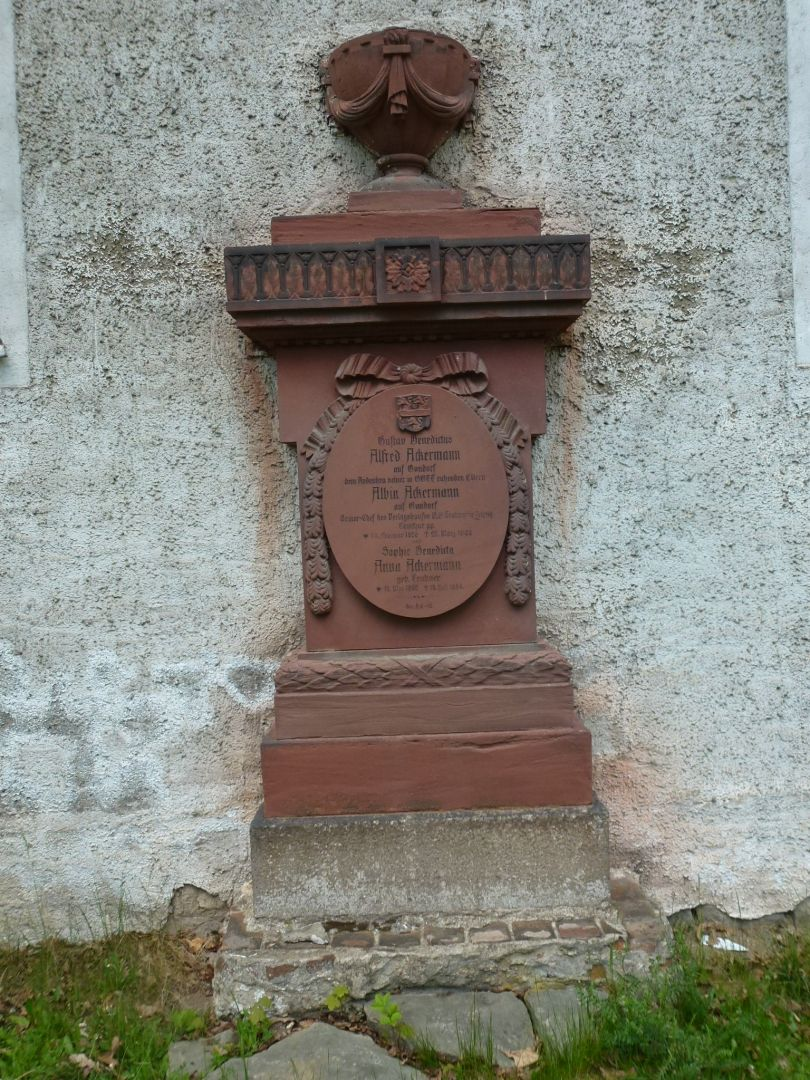
Epitaph für Albin und Anna Ackermann an der Gundorfer Kirche